# OpenVAS
OpenVAS, (acronyme de Open source Vulnerability Assessment Scanner, anciennement GNessUs), est un fork sous licence GNU GPL du scanner de vulnérabilité Nessus dont le but est de permettre un développement libre de l’outil qui est maintenant sous licence propriétaire.

## Structure
Le logiciel s'installe sur un client. Il est ensuite possible d'y accéder à distance et d'y lancer plusieurs analyses de vulnérabilités telles que des analyses CVE (Common Vulnerabilities and Exposures).